# A Walk on the Moon
A Walk On The Moon es una película de 1999 dirigida por Tony Goldwyn y con actuación de Diane Lane, Viggo Mortensen, Liev Schreiber y Anna Paquin. La película, distribuida por Miramax Films, se desarrolla en el contexto del Festival de Rock de Woodstock de 1969 y de la llegada del hombre a la Luna.

## Trama
Pearl Kantrowitz (Diane Lane) y su marido Marty (Liev Schreiber) son una pareja judía de clase media-baja de Nueva York, donde Marty trabaja arreglando televisores. En el verano de 1969, como cada año, se van de vacaciones a la colonia de Catsklls junto con sus dos hijos, el pequeño Daniel (Bobby Boriello) y su hija adolescente Alison (Anna Paquin). Como Marty trabaja mucho, sólo puede ir a la colonia los fines de semana, mientras que su esposa enseguida se ve aburrida en medio de una vida tan monótona. El aburrimiento de Pearl se convierte en un gran punto débil cuando llega a la colonia Walker, un atractivo vendedor ambulante (Viggo Mortensen) con su vieja furgoneta en la que vende blusas. Walker es un espíritu libre y un veterano de la guerra de Vietnam. Walker y Pearl pronto empiezan a sentirse atraídos hasta que en la noche del llegada del hombre a la luna terminan consumando su relación, el 20 de julio de 1969.
La madre de Marty, Lillan (Tovah Feldshuh), que pasa las vacaciones con su nuera y sus nietos, pronto descubre la aventura de Pearl e intenta persuadirla para que rompan, pero ella se niega a romper con Walker y juntos van al festival de rock de Woodstock. En el festival también está su hija, que la descubre con otro hombre que no es su padre mientras bailan casi desnudos.
Marty descubre la relación y se enfrenta a su esposa, que debe decidir entre sus responsabilidades como madre y esposa y la nueva libertad descubierta junto a Walker, además de hacer frente a su hija que le reprocha su aventura a la vez que empieza a sentir un creciente interés por el sexo.

## Reparto
| Actor              | Personaje          |
| ------------------ | ------------------ |
| Diane Lane         | Pearl Kantrowitz   |
| Viggo Mortensen    | Walker Jerome      |
| Liev Schreiber     | Marty Kantrowitz   |
| Anna Paquin        | Allison Kantrowitz |
| Tovah Feldshuh     | Lillian Kantrowitz |
| Bobby Boriello     | Danny Kantrowitz   |
| Julie Kavner       | P.A. Announcer     |
| Mahée Paiement     | Sra. Dymbort       |
| Star Jasper        | Rhoda Leiberman    |
| Ellen David        | Eleanor Gelfand    |
| Lisa Bronwyn Moore | Norma Fogler       |
| Lisa Jakub         | Myra Naidell       |
| Joseph Perrino     | Ross Epstein       |
| Stewart Bick       | Neil Leiberman     |

## Banda sonora
| Título                                                  | Intérprete                                         |
| ------------------------------------------------------- | -------------------------------------------------- |
| "More ('Ti guardero nel cuore')"                        | Bobby Darin                                        |
| "The Name Game"                                         | Lincoln Chase and Shirley Elliston                 |
| "Danke Schoen"                                          | Wayne Newton                                       |
| "Wishin' & Hopin'"                                      | Dusty Springfield                                  |
| "Ripple"                                                | The Grateful Dead                                  |
| "For Your Love"                                         | The Yardbirds                                      |
| "Sunlight"                                              | The Youngbloods                                    |
| "Summertime"                                            | Janis Joplin (Big Brother and the Holding Company) |
| "Sally Go Round the Roses"                              | The Damnations TX                                  |
| "Today"                                                 | Jefferson Airplane                                 |
| "Embryonic Journey"                                     | Jefferson Airplane                                 |
| "Kiss of Fire"                                          | Georgia Gibbs                                      |
| "Cactus Tree"                                           | Joni Mitchell                                      |
| "Who Knows Where the Time Goes"                         | Judy Collins                                       |
| "Town Without Pity"                                     | Gene Pitney & Mandy Barnett                        |
| "Uncle John's Band"                                     | The Grateful Dead                                  |
| "Crimson & Clover"                                      | Tommy James and the Shondells                      |
| "Freedom"                                               | Richie Havens                                      |
| "The Fish Cheer"                                        | Country Joe McDonald                               |
| "I-Feel-Like-I'm-Fixin'-to-Die Rag"                     | Country Joe McDonald                               |
| "Subterranean Homesick Blues"                           | Bob Dylan                                          |
| "White Bird"                                            | It's a Beautiful Day                               |
| "Israelites"                                            | Desmond Dekker                                     |
| "When You're Smiling (The Whole World Smiles with You)" | Dean Martin                                        |
| "Purple Haze"                                           | Jimi Hendrix                                       |
| "Follow"                                                | Richie Havens                                      |
| "Helplessly Hoping"                                     | Crosby, Stills, Nash, And Young                    |
| "Crystal Blue Persuasion"                               | Tommy James and the Shondells                      |